# 李名覺
李名覺（英語：Ming Cho Lee，1930年10月3日—2020年10月23日）是美国华人设计师，舞台設計師，建築師，美國耶魯大學舞台設計系主任。

## 生平
1930年10月3日李名覺出生於上海，祖籍浙江寧波北侖小港。1949年高中輟學後，10月時搬到加州，一開始在洛杉磯西方学院當藝術學生，（是全校900人之中3位華人之一）此時他開始發展對舞台和戲劇的興趣。在UCLA畢業一年後搬到紐約工作，曾師事美國一流的舞臺設計大師喬·梅爾金納。他的第一個舞台設計作品是1962年百老匯的The Moon Besieged。
1970年他的舞台設計作品Billy第一次被百老匯聲譽最高的東尼獎提名，1983年，他以Patrick Meyer編劇的K2的舞台設計獲得東尼獎。此後他長居紐約，並陸續贏得相當多大獎。包括美國總統傑出貢獻獎、2002年的国家艺术奖章等。在美國僅有4位亞洲人獲得國家級藝術類獎章，其中包括李名覺和大提琴演奏家馬友友。李名覺的夫人是英國人Elizabeth Rapport（Betsy Lee），有三子汝安、汝瑛、汝名。
2013年東尼獎宣佈授予終身成就獎給三位得獎人，李名覺為其中一位。
2020年10月23日在美國病逝，享年90歲。
李名覺的舞台設計作品內容包括有相當多百老匯，芭蕾舞和古典及現代劇，如奧塞羅、馬克白、等待戈多、玻璃動物園、喜福会以及雲門舞集的紅樓夢九歌家族合唱等。

## 家庭
父親李祖法是1919年耶魯大學的畢業生，母親為民國名媛唐瑛，舅父是1918年的耶魯大學畢業生。